# 봉개초등학교
봉개초등학교는 대한민국 제주특별자치도 제주시 봉개동에 있는 공립 초등학교이다.

## 학교 연혁
- 1945년 9월 9일 개교
- 1946년 8월 20일 교사 198m²
- 1948년 10월 1일 4·3 사건으로 전소
- 1948년 10월 15일 삼양교로 편입
- 1949년 3월 1일 본교로 복교 (4학급 편성)
- 1950년 4월 10일 현부지 10,230m² 매입
- 1966년 3월 1일 6학년 6학급 인가
- 1967년 5월 20일 운동장 확장(총 교지 13,530m²)
- 1976년 3월 1일 11학급 편성 인가
- 1982년 2월 10일 교문 개축
- 1984년 1월 17일 병설유치원 인가
- 1985년 3월 1일 6학년 6학급 인가
- 1992년 12월 28일 유치원 놀이 학습실 1동 신축
- 1995년 3월 1일 급식소 1동 신축
- 1996년 9월 1일 화장실 1동 신축
- 2003년 12월 18일 지역시민공원 및 자연석 울타리 조성
- 2008년 2월 10일 정규교실 6실, 특별교실 6실, 급식소 증개축
- 2008년 3월 1일 특수학급 1학급 인가, 총 9학급 편성 인가
- 2008년 10월 21일 과학실 현대화 사업
- 2009년 2월 4일 영어 체험 교실 현대화
- 2010년 5월 27일 푸른숲 가꾸기 사업
- 2012년 4월 20일 천연잔디 운동장, 다목적 운동장 조성
- 2015년 4월 22일 어울림관(다목적 강당) 개관
- 2016년 3월 10일 교문 건립
- 2017년 2월 8일 제67회 23명 졸업(총 2,346명 배출)
- 2017년 3월 1일 8학급 편성(특수학급 포함)
- 2017년 9월 1일 제25대 유정희 교장 부임
- 2018년 1월 23일 창의융합형 과학실험실 현대화
- 2018년 1월 26일 제68회 14명 졸업(총 2,360명 배출)
- 2018년 3월 1일 9학급 편성(특수학급 포함), 제주형 자율학교(6년차) 운영

## 자매결연 학교
- 경운초등학교 = 대구시 내당4동{자매결연일: 2000년 1월 7일}

## 참고 자료
- 봉개초등학교 - 한국교육학술정보원 학교알리미